# 大沢本源氏物語
大沢本源氏物語（おおさわほんげんじものがたり）は、源氏物語の写本の一つ。大沢本、大沢家本（源氏物語）とも呼ばれる。
かつて奈良県の旧家である大沢家の所蔵であったことから「大沢本」の名前で知られるようになった。2008年以降は京都府宇治市にある宇治市源氏物語ミュージアムで管理されている。
長らく行方不明であったが、21世紀に入って再発見された。それまで知られていたどの写本とも異なる、特異な異文を幾つか含むことでも知られる。

## 概要
奈良の旧家である大沢家の所有であったが、昭和になってから同家を離れており、2008年時点での所有者は非公表である。
明治時代にはその存在が知られていたが、明治時代に古典研究家小杉榲邨らにより、また昭和時代初期に池田亀鑑によってわずかに調査されただけで、その後大沢家を離れ、長く行方不明とされてきた。21世紀に入って、伊井春樹によってその所在が再確認された。虫損はなく保存状態もよいとされる。その後2008年（平成20年）に源氏物語千年紀を期してその存在が公にされ、本格的な研究が始まることになった。
古筆鑑定により、伝承筆者として西行、寂蓮、後醍醐天皇らの名があげられている。また題字は公家の近衛信尹、金泥の下絵は狩野山楽の筆とされる。さまざまな系統に属する本文を含む取り合わせ本であり、「青表紙本」「河内本」の本文を含むが、伊井春樹によれば半数以上の38帖は別本とみられる。別本の中には代表的な別本である陽明文庫本や国冬本に近い本文もある一方、別本の中でも他に例を見ない特徴的な本文を多く含んでいることで注目されている。

## 本写本の伝来
大沢家の伝承によると、本写本は「豊臣秀吉が南朝の皇胤（後醍醐天皇の皇子大塔宮護良親王につながる）とされる旧家大沢家の第17代当主大沢主計頭護久に下賜された」というが、それを証明する記録は現存せず、その詳細な経緯も不明である。当時大沢護久は直接には大和郡山に居城を構えていた秀吉の弟豊臣秀長に仕えていたとされている。
本写本は、明石の巻（伝承筆者は西行）など古い時代の形態を備えている巻も多いが、近衛信尹（1565年（永禄8年） - 1614年（慶長19年））が外題を記しているとみられるなど、大沢家に入る少し前、おそらくは豊臣家のもとにあった時期に欠けた一部の巻を補写され、全巻の表装等を整えられたとみられる。
これ以後本写本は大沢護久の子孫である奈良の旧家大沢家の所有となって伝えられてきた。1661年（寛文元年）から1707年（宝永4年）にかけて古筆鑑定を受けており現在54帖中16帖に古筆了栄、古筆了仲による鑑定が残っている。
1887年（明治20年）5、6月ころ、江戸時代末期から明治時代の古典研究家小杉榲邨は、かつて教部省考証課の同僚であった大沢家出身で江戸時代末期から明治時代中期にかけて活躍した国文学者大沢清臣（1833年（天保4年） - 1892年（明治25年）を奈良県添下郡都跡村七条（現在の奈良市）の大沢家に尋ねた。その際大沢家所蔵の源氏物語の写本も見てはいたものの「冊数を数えることも無かった」という。
「奈良朝報」1907年（明治40年）6月11日には「大塔宮の後胤」とする大澤家の紹介記事が掲載され、翌日1907年（明治40年）6月12日の「大阪朝日新聞」には「大澤家の宝物」とする記事が掲載された。同記事には大沢家に伝来している「豊太閤より賜りし源氏物語の写本」について簡単ながら触れており、「黒塗金字の箱入り」などと説明を加えられている。
大沢清臣の甥である大沢護忠（管二）が1907年（明治40年）11月に小杉榲邨のもとに本写本を持ち込んで鑑定を依頼しており、小杉の鑑定の覚書『鑑定筆記』（全10巻、題は巻によって『鑑定雑記』や『鑑査筆記』となっていることもある。現在は天理図書館所蔵。）の1907年（明治40年）11月に
- 「大和国七条村、薬師寺近処、大沢管二、清臣の甥、源氏物語四五帖携帯、祖先豊公よりいただきしものなりとて、極あるもの又なきもの多し、古筆」（11月21日条）
- 「大沢管二所蔵源氏物語寄合書、時代不同」（11月26日条）

と2回にわたって「大沢管二が持ち込んだ源氏物語の古写本を鑑定した」旨の記述が存在する。この「源氏物語四五帖」という記述については単なる54帖の書き誤りであるという可能性とこのとき大沢管二が小杉榲邨のもとに持ち込んだのが54帖中45帖のみであったという可能性があると考えられている。
この時期大沢家では小杉榲邨に始まり美術研究家で日本美術院の結成時のメンバーであった前田香雪（夏繁）、東京美術学校（現東京藝術大学）の校長であった正木直彦、美術史家の今泉雄作、国文学者の池邊義象、観山長泰らさまざまな人物に本写本の鑑定を依頼しており、これらの鑑定書は現在も本写本と共に保管されている。さらに大沢家ではそれらの鑑定書のいくつかをまとめて『錦上花』と題して本にして印刷し、少部数ながらも周囲に配布していたと見られる。
このとき大沢護忠から鑑定を依頼された人物の一人である池邊義象は、自身が源氏物語の本を出版した際にその巻頭に本写本の写真一葉を「横笛（後醍醐天皇宸筆）原本大和大澤氏蔵」として掲載しており、その写真について「大沢護忠氏提供」との説明を加えている。またこの他に佐佐木信綱も「大和の大沢氏本を実見した」としている。
その後1929年（昭和4年）頃に池田亀鑑が後に校異源氏物語及び源氏物語大成として結実することになる源氏物語校本作成のための写本調査の一環として本写本を調査している。しかし、このときの調査は何らかの事情で橋姫以下が未了のまま中断し、再調査も不可能であったらしい。また池田は、当時から本写本と共に保管されていたと考えられる、小杉榲邨ら多くの人物による鑑定書の存在には一切触れていない。これは、大沢護忠が写本そのもの以外は不要との判断の下に、鑑定書を池田には見せなかったためではないかと推測されている（このときの調査は、池田夫妻が一週間滞在した奈良の江戸三旅館に大沢護忠が少しずつ持ち込んだ写本を調べるという形で行われた）。結局池田は橋姫以下の調査が出来ないままに「諸般の事情により調査を中断せざるを得ず、再調査も不可能であったため、校異編に採用することを控えた」として調査を行った部分の本文についても校異源氏物語や源氏物語大成には採用することなく、戦後になって出版した『源氏物語大成研究編』の「現存主要諸本の解説」の中でわずかに触れるにとどまっている。
その後、本写本は大沢家を離れ、数十年間にわたって行方不明とされてきた。
2005年（平成17年）11月、所有者の依頼により当時国文学研究資料館の館長であった伊井春樹が鑑定することになり、数十年ぶりに大沢本の存在が確認される。伊井が2008年（平成20年）7月21日大阪府堺市の大阪府立大学において「幻の大沢本源氏物語」と題して講演したことにより、ほぼ同時期に公開された飯島本とともに大沢本がマスコミに取り上げられた。当初は「現段階で公開の予定はない。」とされたが後に本写本の管理が宇治市源氏物語ミュージアムに委託され、所有者と協議のうえ公開されることになり、2009年（平成21年）10月1日から11月29日までの間宇治市源氏物語ミュージアムで大沢本が展示された。

## 写本の状況
写本の体裁は縦、横が約16センチの四角い枡形本。源氏物語全54帖が揃っている。古い部分は鎌倉時代の書写であり、南北朝時代の書写と見られる巻も多く、新しい時期のものは室町時代末期のものである。全巻にわたって統一した表装を持っており、各帖の布表紙は緑地の金襴緞子で装丁されている。この外題の字は近衛信尹によるものと鑑定されており、大沢家に入る直前のおそらくは豊臣家のもとにあった時期にまとめて付されたとみられる。1907年（明治40年）6月12日の「大阪朝日新聞」の記事「大澤家の宝物」では「黒塗金字の箱入り」であったとされているが現在は失われている。現所有者が入手したときには桐製の箱に入っており、また伊井春樹がみたときには段ボールの箱に入っていたという。
各帖の1面あたりの行数は、以下のようにまちまちである:
- 1面12行書きの帖が最も多く35帖
- 1面9行書きの帖 - 5帖（空蝉、夕顔、紅葉賀、花宴、賢木）
- 1面11行書きの帖 - 5帖（若紫、末摘花、御法、幻、椎本）
- 1面9行、10行、11行、12行の4種が混在するもの - 1帖（梅枝）
- 1面10行、12行の2種が混在するもの - 1帖（少女）
- 1面10行、11行、12行の3種が混在するもの - 1帖（若菜上）
- 1面11行、12行の2種が混在するもの - 1帖（総角）
- 1面10行、11行、12行、13行の4種が混在するもの - 1帖（明石）

各帖の筆者が自由な方針で書写したためにこのようになったのか、もともと行数が不統一であった本を写したためにこのようになったのかは不明である。

### 鑑定書
現在、本写本には以下のように数多くの鑑定書が存在することが確認されている。
- 小杉榲邨　1907年（明治40年）11月[12]
- 前田香雪　1907年（明治40年）晩冬「各筆源氏物語筆者目録」[13]
- 前田夏繁（香雪）　1907年（明治40年）末[14]
- 前田夏繁　1908年（明治41年）1月[15]
- 正木直彦　1907年（明治40年）12月16日[16]
- 今泉雄作　1907年（明治40年）12月[17]
- 池邊義象　1909年（明治42年）春
- 観山長泰　1915年（大正4年）7月
- 青木威一　年月日不明[18]

大沢護忠は、これらさまざまな鑑定書のうち「小杉榲邨　明治40年11月」、「前田夏繁　明治41年1月」および前田香雪の鑑定内容（上記の鑑定書「各筆源氏物語筆者目録」より記述が詳細になっているため、前田香雪が改めてより詳細に調査したものとみられる）の3件をまとめて『錦上花』と題した本に仕立てており、少部数ながらも出版され周囲に配っていたと見られる。

### 伝称筆者
古筆鑑定や前田香雪の鑑定による本写本の各巻ごとの伝称筆者は以下の通りである。
1. 桐壺　清水谷実秋
2. 帚木_　清水谷実秋
3. 空蝉_　大智庵
4. 夕顔_
5. 若紫　葉室光俊
6. 末摘花　葉室光俊
7. 紅葉賀　三条公敦
8. 花宴　寂連法師
9. 葵　二条為世
10. 賢木　恒明親王
11. 花散里　恒明親王
12. 須磨_　飯尾常房
13. 明石_　西行法師
14. 澪標_　進子内親王
15. 蓬生　二条為相
16. 関屋_　二条為氏
17. 絵合　西山慈寛
18. 松風_　二条為定
19. 薄雲　二条為明
20. 朝顔_　世尊寺行能
21. 少女_
22. 玉鬘　二条為明
23. 初音　二条為忠
24. 胡蝶　二条為重
25. 蛍　二条為重
26. 常夏　遊子内親王
27. 篝火　招月庵正徹
28. 野分　柳原淳光
29. 行幸　二条為冬
30. 藤袴
31. 真木柱　運慶法師
32. 梅枝
33. 藤裏葉　壬生家隆
34. 若菜上　二条為家
35. 若菜下　三条実任
36. 柏木　三条実任
37. 横笛　後醍醐天皇
38. 鈴虫　阿仏尼・二条為相
39. 夕霧　二条為定
40. 御法　久我通親
41. 幻　久我通親
42. 匂宮　二条為親
43. 紅梅　三条実任
44. 竹河　小倉実教
45. 橋姫　招月庵正徹
46. 椎本　二条為忠
47. 総角　民部卿局
48. 早蕨　民部卿局
49. 宿木　二条為相
50. 東屋　紹巴法師
51. 浮舟　柳原淳光・二条為氏
52. 蜻蛉　牡丹花肖柏
53. 手習　浄弁法師
54. 夢浮橋　運慶法師

## 本文
本写本は全体としては巻によって青表紙本であったり河内本であったり別本であったりする典型的な取り合わせ本である。さらにこれまで取り合わせ本の中で別本を多く含む事で知られていた陽明文庫本や保坂本よりも更に多く別本である巻を含んでいる。さらに別本の中にはこれまで知られているどの別本とも大きく異なる本文が含まれていることで注目されている。

### 巻ごとの本文系統
これまで池田亀鑑と伊井春樹が本写本の各巻ごとの本文系統を調査し分類している（池田は橋姫以下は未了）。
池田亀鑑の調査結果は以下の通り。
- 青表紙本に近いがなお小異があり別本と認められるもの
帚木、空蝉、若紫、末摘花、紅葉賀、花宴
- 河内本に近いがなお小異があり別本と認められるもの
桐壺、賢木、蓬生、松風、薄雲、少女、玉鬘、初音、胡蝶、御法、幻
- 青表紙本
夕顔、野分
- 河内本
葵
- 別本
花散里、須磨、明石、澪標、関屋、絵合、朝顔、蛍、常夏、篝火、行幸、藤袴、真木柱、梅枝、藤裏葉、若菜上、若菜下、柏木、鈴虫、夕霧、匂宮、紅梅、竹河

伊井春樹の調査結果は以下の通り。
- 青表紙本
帚木、空蝉、夕顔、若紫、末摘花、紅葉賀、蛍、野分、真木柱、若菜上、御法、幻、宿木、東屋、浮舟
- 河内本
葵
- 別本
桐壺、花宴、賢木、花散里、須磨、明石、澪標、蓬生、関屋、絵合、松風、薄雲、朝顔、少女、玉鬘、初音、胡蝶、常夏、篝火、行幸、藤袴、梅枝、藤裏葉、若菜下、柏木、横笛、鈴虫、夕霧、匂宮、紅梅、竹河、橋姫、椎本、総角、早蕨、蜻蛉、手習、夢浮橋

### 特異な異文
この大沢本は、別本の中でもいくつかの個所で青表紙本とも河内本とも、さらにはこれまで知られているどの別本に属する写本の本文とも大きく異なる、筋立てや人物描写の意味内容の違いにまで関わる、極めて特徴的な本文を持つことで注目されている。

#### 花宴巻末
花宴巻末には朧月夜の性格や朧月夜と光源氏との係わりにも関係してくる重要な記述が存在する。この部分は、たとえば大島本では
「心いるかたならませばゆみはりの月なき空にまよはましやは
と言うこえ、ただそれなり。いとうれしきものかは」(注:ここが巻末)
となっているなど、現在の流布本では文が途中で途切れたような形になっており、河内本やこれまで知られている別本も同文であった。しかしこの大沢本ではこの「いとうれしきものかは」の後に「かろかろしとてやみにけるとや」なる一文が存在し、「途中で切れた形」では無くなっている。伊井春樹はこのような表現について、一条兼良の『花鳥余情』などで述べられている解釈が、この大沢本のような本文の存在を前提としている可能性があるとしている。
なお、これまで知られてきた方の記述については、萩原広道の『源氏物語評釈』などで「あえて完全な記述をせず様々な想像を促すような余韻を残した優れた表現である。」として賞賛されてきた。

#### 松風巻
明石の姫君の上京の描写について、青表紙本とも河内本ともこれまでに知られているどの別本も、上京するにあたって目立たないように「わざと身分の低い人物の一行であるかのような質素な姿にした。」を意味する「軽らかに」という表現を使用していたのに対して、この大沢本では単に目立たないように「静かに上京した」を意味する「かごやかに」という表現を使用している。

#### 夕霧巻末
光源氏の長男である夕霧の子女の数と順序について、同人は頭中将の娘で幼なじみでもある雲居の雁と源氏の側近惟光の娘藤典侍の2人を妻としてそれぞれ数多くの子をもうけている。夕霧巻末において、その数は「全部で十二人」であるとされている（但し、宿木巻になってこの他に母親が明記されていないこれらより年下の「七郎君」が存在することが明かされる。）ものの、それぞれが誰を母親として生まれているのかについて、写本によって異同が多く、「大君」と「大きみ」といった漢字表記の違いや「太郎」と「太郎君」といった意味内容に違いを及ぼさない違いを別にしても、
1. 青表紙本（大島本、池田本、横山本）
  - 雲井雁の子　太郎、三郎、五郎、六郎、中君、四君、五君
  - 藤典侍の子　次郎、四郎、大君、三君、六君
2. 青表紙本（三条西家本、肖柏本。青表紙本系統の本文を持つとされる首書源氏物語や湖月抄といった版本もこれに含まれる。）、河内本（尾州家本、高松宮家本、七毫源氏、平瀬本、大島本、鳳来寺本など。河内本源氏物語校異集成によれば河内本の中ではこの部分には異文は存在しない。）、別本（陽明文庫本、御物本、保坂本など）
  - 雲井雁の子　太郎、三郎、四郎、六郎、大君、中君、四君、五君
  - 藤典侍の子　次郎、五郎、三君、六君
3. 別本（麦生本、阿里莫本）この系統の本文のみ夕霧の子供を「全部で十一人である」としている。
  - 雲井雁の子　太郎、三郎、四郎、六郎、大君、中君、四君、五君
  - 藤典侍の子　五郎、三君、六君
4. このほか別本（国冬本）では。「次郎」が無い代わりに四郎が雲井雁の子と藤典侍の子の二ヶ所に現れており、一見2と3の中間のような形になっているが、おそらく藤典侍の子の「次郎」を「四郎」と書き誤ったのだろうと考えられている。

といくつかの系統に分かれており、いずれの本文をとっても匂宮・椎本・竹河・総角・宿木・手習などの他の巻の現れる夕霧の子供たちの記述のどこかと不整合を起こしてしまうためにいずれの形が正しい（原型と考えられる）のか古くからさまざまに議論されてきており、雲井雁が7人の子を持つ1の形を原型であろうとする阿部秋生などの説と、雲井雁が8人の子を持つ2の形を原型であろうとする藤村潔などの説が存在しており、現在でも決着はついていない。
ところがこの大沢本ではこれまでのほとんどの写本で共通であった「全部で十二人」との文言が存在せず、「全部で○○人」との記述が一切存在しない。その上で子供それぞれが誰を母親として生まれているのかについて
- 雲井雁の子　太郎、三郎、四郎、六郎、中君、四君
- 藤典侍の子　次郎、五郎、大君、三君、六君

と、これまで知られていたいずれの本文とも異なる記述になっている。
また同巻巻末はこれまで知られている本文ではいずれも「この御仲らひのこと、言ひやるかたなく、とぞ。」で終わっており、雲井雁が子供を連れて実家へ帰ってしまったために夕霧がどうしてよいのか困惑した姿で終えるが、大沢本ではこの場所に「なにはの浦に」の一句が存在するが、これは、
「おしてるやなにはのうらに焼くしほの

　からくもわれはおいにけるかな」
—『古今六帖』第三、「水」、1792
の引歌によるとみられる。このためにこの後の夕霧の思いを様々に想像できるような広がりを見せる作りになっている。

#### 蜻蛉巻
青表紙本や河内本などの現在一般的にみられる本文では、浮舟が失踪した後の人々の動きについて、「浮舟が失踪した事を聞いた匂宮が従者を使わし匂宮の従者が強い雨の中、都を出て小降りになったころ宇治に着く。その後、浮舟の母君が駆けつけ、遺体のないまま浮舟の葬儀をする。」という筋立てになっているのに対して大沢本では、「最初に浮舟の母君が強い雨の中を宇治に駆けつけ、葬儀を計画。その後、小降りになったころに匂宮の従者が到着。夜遅くなって葬儀が始まる。」という流れになっておりその異なりは写本で約22ページ・約220行・約2千字分に及ぶ。電気通信大学教授の島内景二は「源氏物語の写本ごとの本文の違いは、これまで見つかっているものはせいぜい言葉づかいの違いぐらいで、物語の展開まで違うものが見つかったのは初めてだ。」としており、伊井春樹は「大沢本の筋立ての方がむしろ自然である。」としている。